# Sena Madureira (ort)
Sena Madureira är en ort i Brasilien.   Den ligger i kommunen Sena Madureira och delstaten Acre, i den västra delen av landet, 2 400 km väster om huvudstaden Brasília. Sena Madureira ligger 144 meter över havet och antalet invånare är 20 516.
Terrängen runt Sena Madureira är platt.
I omgivningarna runt Sena Madureira växer i huvudsak städsegrön lövskog. Trakten runt Sena Madureira är nära nog obefolkad, med mindre än två invånare per kvadratkilometer.